# Bolitotherus cornutus
Bolitotherus cornutus es una especie de coleóptero polífago de la familia Tenebrionidae propio de Norteamérica. En inglés se conoce con el nombre común de forked fungus beetle, el cual hace referencia a los dos grandes cuernos del pronoto y a su preferencia por habitar entre hongos tipo escudo (Polyporaceae).

## Identificación
Los adultos son sexualmente dimórficos respecto a la presencia de cuernos. Los machos poseen dos pares de cuernos, uno clipeal y otro torácico, los cuales usan para competir entre sí. A diferencia de muchas especies de escarabajos que pertenecen a la familia Scarabaeidae, las cuales exhiben dimorfismo en los cuernos con formas mayores y menores, los machos de B. cornutus poseen un rango continuo de tamaños de los cuernos y del cuerpo.

## Historia natural

### Ciclo de vida
Bolitotherus cornutus cumple una generación por año. Los adultos hibernan bajo corteza, mientras las larvas lo hacen en el hongo hospedero. Los adultos que hibernan ponen los huevos a mediados de junio, con la larva emergente completando su desarrollo a inicios del otoño, mientras las larvas que hibernaron se convierten en adultos a mediados del verano y ponen los huevos a finales de agosto. Las larvas de estos últimos huevos se desarrollan hasta que las condiciones ambientales lo permitan.

### Comportamiento
Bolitotherus cornutus es un escarabajo de hábitos nocturnos. Durante el día, se pueden encontrar adultos bajo los hongos y en grietas en la corteza de árboles o troncos donde el hongo estuvo sujeto. Cuando se sienten amenazados, los adultos de este escarabajo responden con una finta de muerte, característica de muchos tenebriónidos.
Este escarabajo expresa comportamientos reproductivos peculiares sobre la superficie de hongos tipo escudo que crecen en madera descompuesta. Las parejas se involucran en un ritual de cortejo donde el macho sujeta a la hembra por los élitros, colocando su tórax sobre el extremo del abdomen de su compañera. Este cortejo dura con frecuencia varias horas, y es un proceso necesario para la cópula, para la cual el macho invierte su posición sobre la hembra de manera que sus abdómenes queden alineados. Si el cortejo es exitoso, la hembra abre su esternito anal y la cópula toma lugar, después de la cual el macho permanece en la misma posición durante horas, previniendo a otros machos de cortejar a la hembra.

## Galería

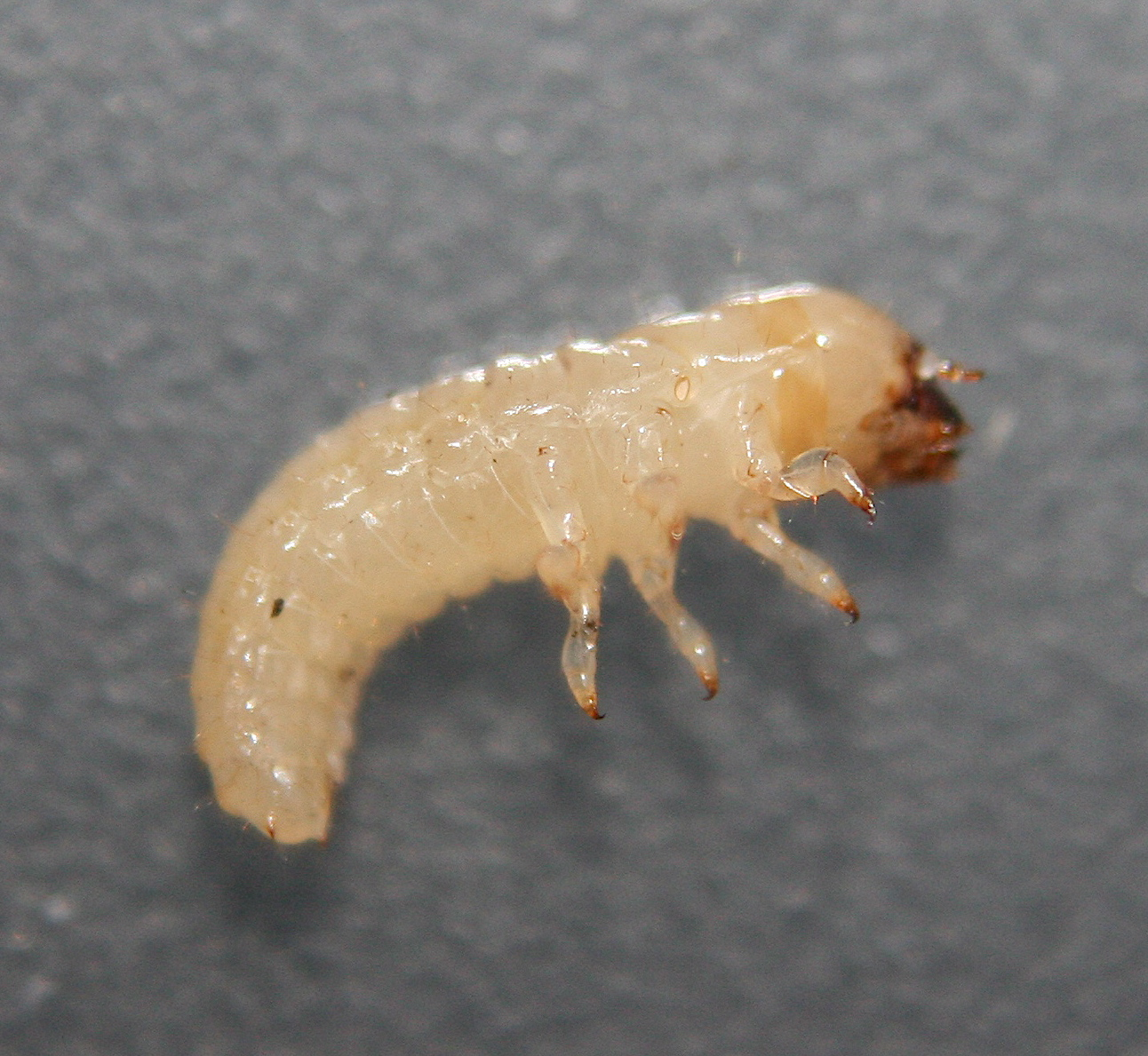
Una larva de Bolitotherus cornutus.
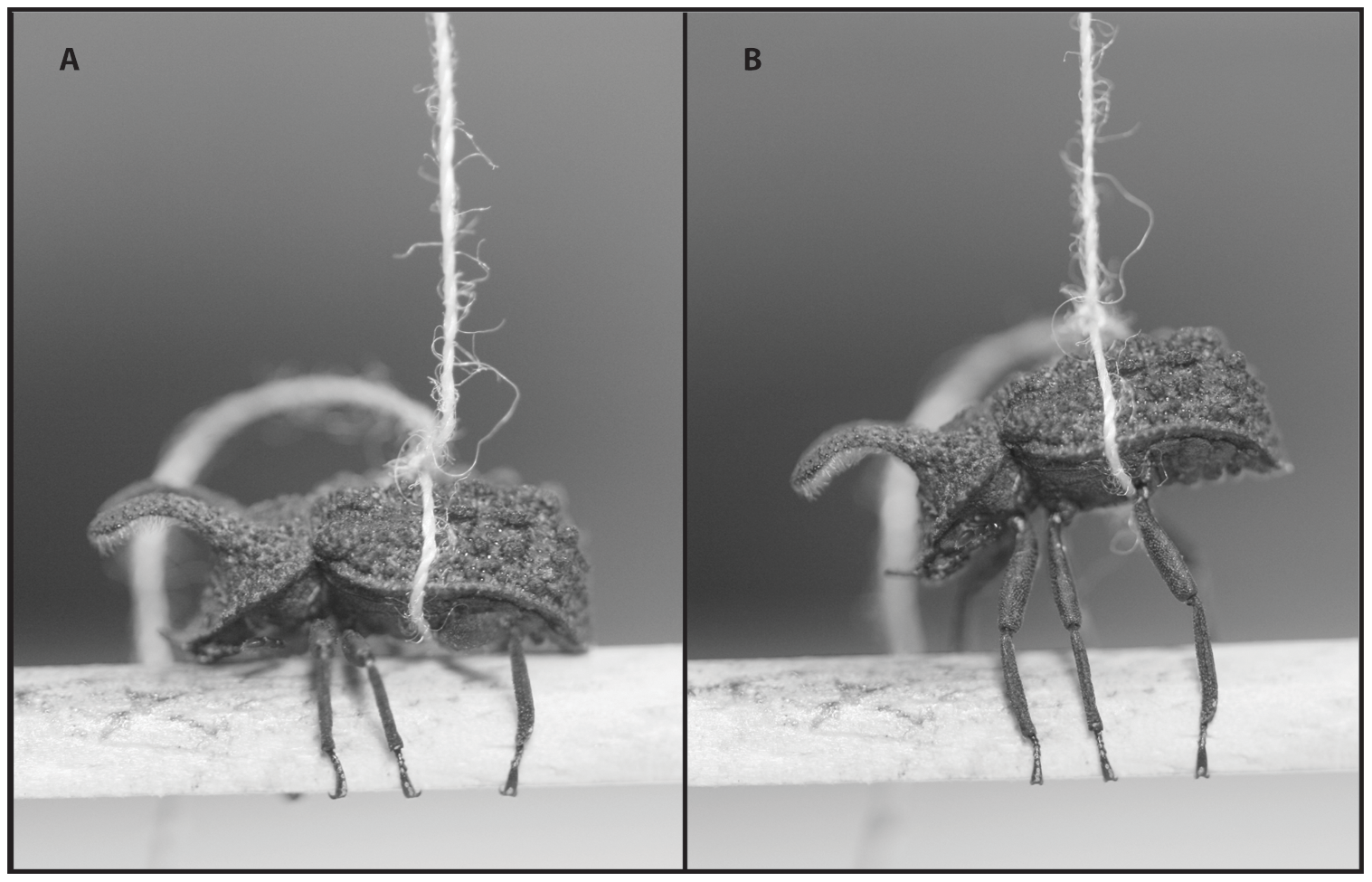
Macho de Bolitotherus cornutus sujeto a una prueba de fuerza de agarre.